# 戈贡佐拉奶酪
戈贡佐拉奶酪（Gorgonzola）產自意大利北部的倫巴底。戈贡佐拉奶酪外形呈鼓狀，有灰紅色的外殼，外殼表面粗糙及有粉斑，肉由白色到淡黃色，並佈滿藍綠斑紋，此乳酪味道辛辣，帶有蘑菇的味道。工廠製的戈贡佐拉奶酪會利用銅針或不鏽鋼針刺穿凝塊，以加快霉菌的生長，加速乳酪的成熟期。